# Мадарьяга, Сальвадор де
Сальвадо́р де Мадарья́га-и-Ро́хо (исп. Salvador de Madariaga y Rojo; 23 июля 1886, Ла-Корунья, Испания — 14 декабря 1978, Локарно, Швейцария) — испанский писатель, дипломат, журналист, историк, психолог, пацифист.

## Политическая карьера
Получил инженерное образование в Париже, затем учился в Оксфордском университете в Великобритании. Некоторое время работал в «Северной Испанской Железнодорожной Компании», но вскоре оставил инженерную деятельность и переехал в Лондон, став журналистом и начав писать на английском для The Times. В это время опубликовал свои первые эссе.
В 1921 году Мадарьяга назначен постоянным журналистом при Секретариате Лиги Наций, в 1922 году — главой сектора разоружения. С 1928 года занимал должность профессора испанского языка в Оксфордском университете, где опубликовал свою первую книгу по национальной психологии: «Englishmen, Frenchmen, Spaniards» («Англичане, французы, испанцы»).
В 1931 году был назначен послом Испании в США и постоянным делегатом в Лиге Наций, пост который он занимал в течение пяти лет. За это время Мадарьяга заслужил прозвище «совесть Лиги Наций». С 1932 по 1934 год был послом во Франции, в 1933 году был выбран в Национальный конгресс Испании от леволиберальной Автономной галисийской республиканской организации, одновременно занимая должности министра юстиции и министра образования.
В июле 1936 года с началом гражданской войны отправился в добровольную ссылку в Англию, откуда организационно поддерживал сопротивление диктатуре Франко. В 1949 году стал одним из сооснователей Европейского колледжа.
В 1948—1952 годах занимал пост президента Либерального интернационала.

## Литературная деятельность
Мадарьяга — автор книг о Дон Кихоте, Христофоре Колумбе и по истории Латинской Америки. В своих произведениях он всегда продвигал образ единой, интегрированной Европы. Писал на французском, немецком, испанском, галисийском (родном для него) и английском языках. В 1973 году получил Международную премию имени Карла Великого. В 1976 году вернулся в Испанию, где продолжил свою литературную деятельность.

## Семья
В 1912 году женился на историке Констанции Арчибальд, шотландке по происхождению. В этом браке родилось две дочери — Нивз (в замужестве Мэтьюз) (1917—2003) и Изабель де Мадарьяга (1919—2014)). После смерти Констанции в ноябре 1970 Сальвадор женился на Эмилии Чекели де Ромен, которая была его личным секретарём с 1938 года. Внук Сальвадора Мадарьяга (сын Нивз от первого брака) — Хавьер Солана.

## Избранные труды
- Englishmen, Frenchmen, Spaniards: An Essay in Comparative Psychology (Англичане, французы, испанцы: эссе по сравнительной психологии, Oxford University Press, 1929)
- Disarmament (Разоружение, Coward-McCann, 1929)
- Anarchy or Hierarchy (Анархия и иерархия, Macmillan, 1937)
- Christopher Columbus (Христофор Колумб, Macmillan, 1940)
- The Rise of the Spanish-American Empire (Становление Испано-американской империи, Hollis & Carter; Macmillan, 1947)
- The Fall of the Spanish-American Empire (Падение Испано-американской империи, Hollis & Carter, 1947; Macmillan, 1948)
- Morning without Noon (Утро без полудня, 1973)
- El Corazón de Piedra Verde, 1942
- Spain: a Modern History (Испания: современная история)
- Hernán Cortés — Conqueror of Mexico (Эрнан Кортес — завоеватель Мексики, Macmillan, 1941)
- The Blowing up of the Parthenon (Взрыв Парфенона, 1960)
- On Hamlet (О Гамлете, Hollis & Carter, 1948)

### Переводы на русский язык
- Мадариага, Сальвадор де Священный жираф. Роман / Пер. с англ. А. В. Кривцовой. Предисл. Евгения Ланна. — Москва ; Ленинград : Гос. изд-во, 1928. — 267 с., [4] с.
- Мадариага, Сальвадор де Англичане. Французы. Испанцы = Englishmen. Frenchmen. Spaniards. / Пер. с англ. А. В. Говорунова. — СПб. : Наука, 2003. — 241, [2] с. : ил., портр. — ISBN 5-02-026839-9

## Память
- Европейский фонд-колледж имени Сальвадора Мадарьяги[6].
- Памятная доска в Оксфорде на фасаде дома, в котором жил профессор Мадарьяга (открыта 15 октября 2011 года)[1].